# Shahnshah Zakarian
Pour les articles homonymes, voir Zakarian.
 (mai 2024).
 (mai 2024).
Shahnshah Zakarian (en géorgien : შანშე მხარგრძელი), né en 1197 et mort en 1261, est un membre de la dynastie arménienne Zakarid et fonctionnaire de la Cour du Royaume de Géorgie (en), occupant le poste d' amirspasalar (en) (commandant en chef) de l'armée géorgienne[réf. nécessaire]. Il est le fils de Zakare II Zakarian (en) et le père de Zakare III Zakarian (en), qui participa au siège de Bagdad en 1258[réf. nécessaire].

## Famille
Sa femme s'appelle Vaneni. Les enfants de Shahnshah sont :
- Artachir
- Zakare III, Amirspasalar de Géorgie.
- Avag-Sargis III, Mandaturtukhutsesi et Amirspasalar de Géorgie.
- Ivane II, Mandaturtukhutsesi de Géorgie.
- Zakarian
- Aghbugha
- Beri George, moine bâtisseur du monastère de Kobayr